# Corintascaris
Corintascaris is een geslacht van kevers uit de familie van de loopkevers (Carabidae). De wetenschappelijke naam van het geslacht is voor het eerst geldig gepubliceerd in 1952 door Basilewsky.

## Soorten
Het geslacht Corintascaris is monotypisch en omvat slechts de volgende soort:
- Corintascaris ferreirae Basilewsky, 1952